# Fouron-Saint-Martin
Fouron-Saint-Martin (Sint-Martens-Voeren en néerlandais, Martinsfuhren en allemand) est une section de la commune belge de Fourons située en Région flamande dans la province de Limbourg.

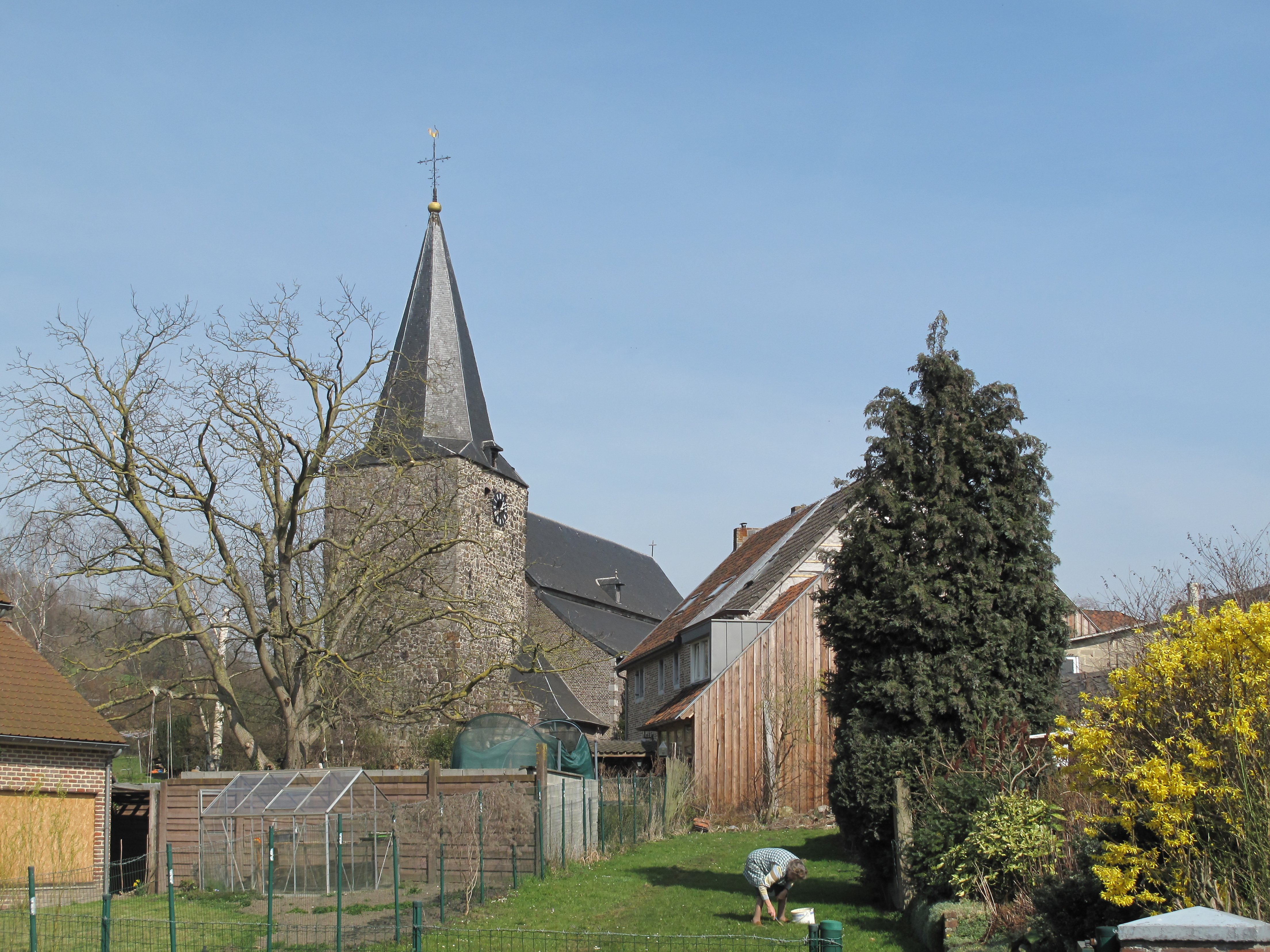
Fouron Saint Martin, église Saint Martin

## Personnalités nées à Fouron-Saint-Martin
- Marcel Kerff (1866-1914), coureur cycliste
- Jan Nyssen (1957), géographe

### Histoire
- Comté de Dalhem
- Duché de Limbourg
- Histoire de Belgique

### Géographie
- Pays de Herve
- Entre-Vesdre-et-Meuse